# علی صادق‌اف
علی صادق‌اف (ترکی آذربایجانی: Əli Sadıxov؛ زادهٔ ۱۳ اوت ۱۹۹۹) بازیکن فوتبال است.